# Chionaema corea
Chionaema corea là một loài bướm đêm thuộc phân họ Arctiinae, họ Erebidae.